# 维多利亚州最高法院大楼
维多利亚州最高法院大楼（The Supreme Court Building）是一座法院大楼，维多利亚州最高法院的所在地，位于澳大利亚墨尔本威廉街192-228号。

## 历史
维多利亚州最高法院大楼建于1874年至1884年间。建筑师史密斯和约翰逊赢得了设计比赛。随后爆出约翰逊担任评委的丑闻。约翰逊随后辞去公共工程部的职务，组建史密斯和约翰逊建筑师事务所。当时，这是全国最大的单体建筑项目，也是1893年澳大利亚银行危机停止几乎所有建筑项目，到20世纪初之前，进行的最后一个大型公共建筑项目。迄今为止，它仍是澳大利亚最大的法院建筑单体设计。

## 建筑
维多利亚州最高法院大楼是新文艺复兴建筑风格的典范。这座建筑本身是一个完美的正方形，环绕着一个圆形庭院，每个立面长85米。

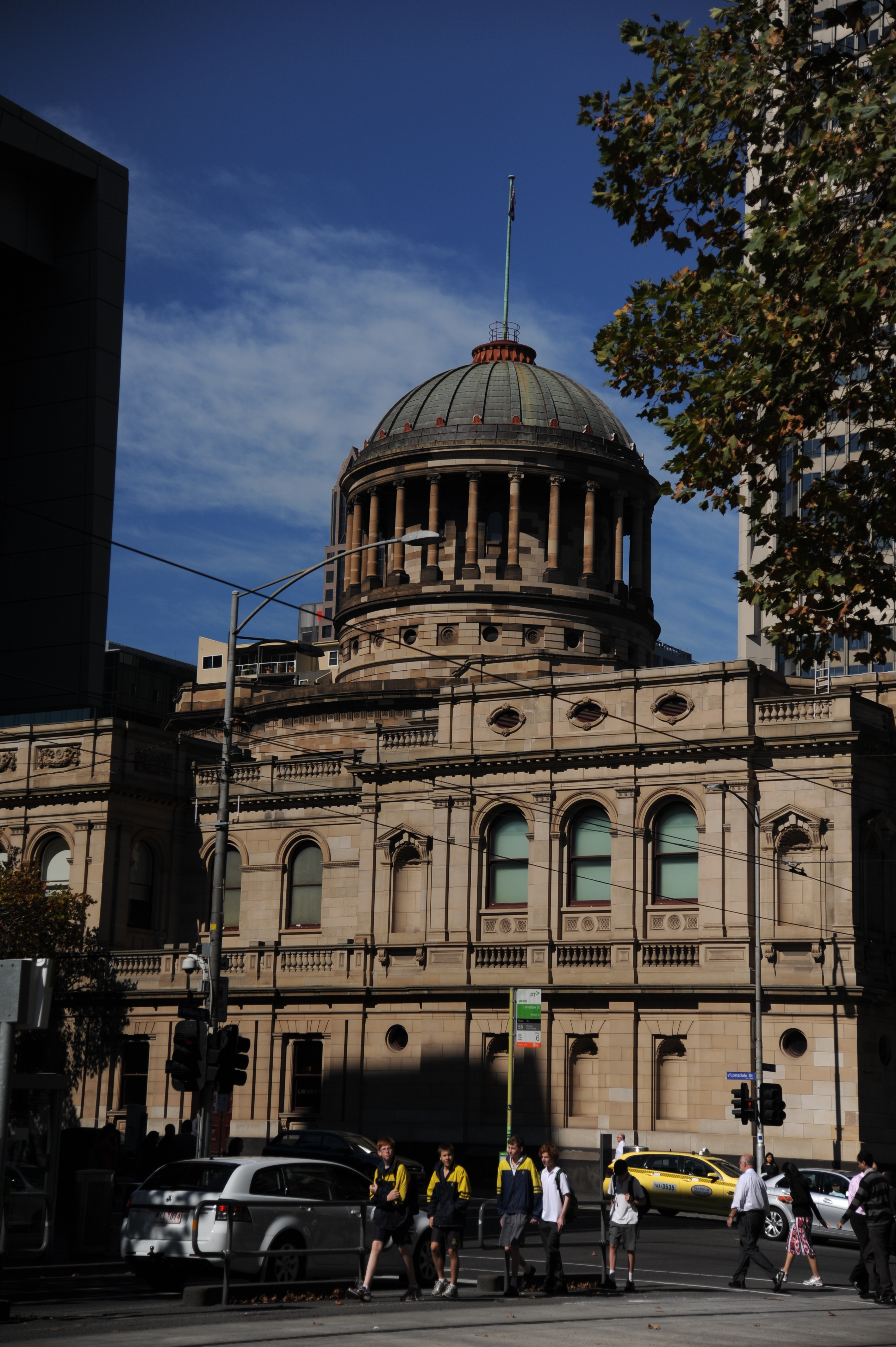
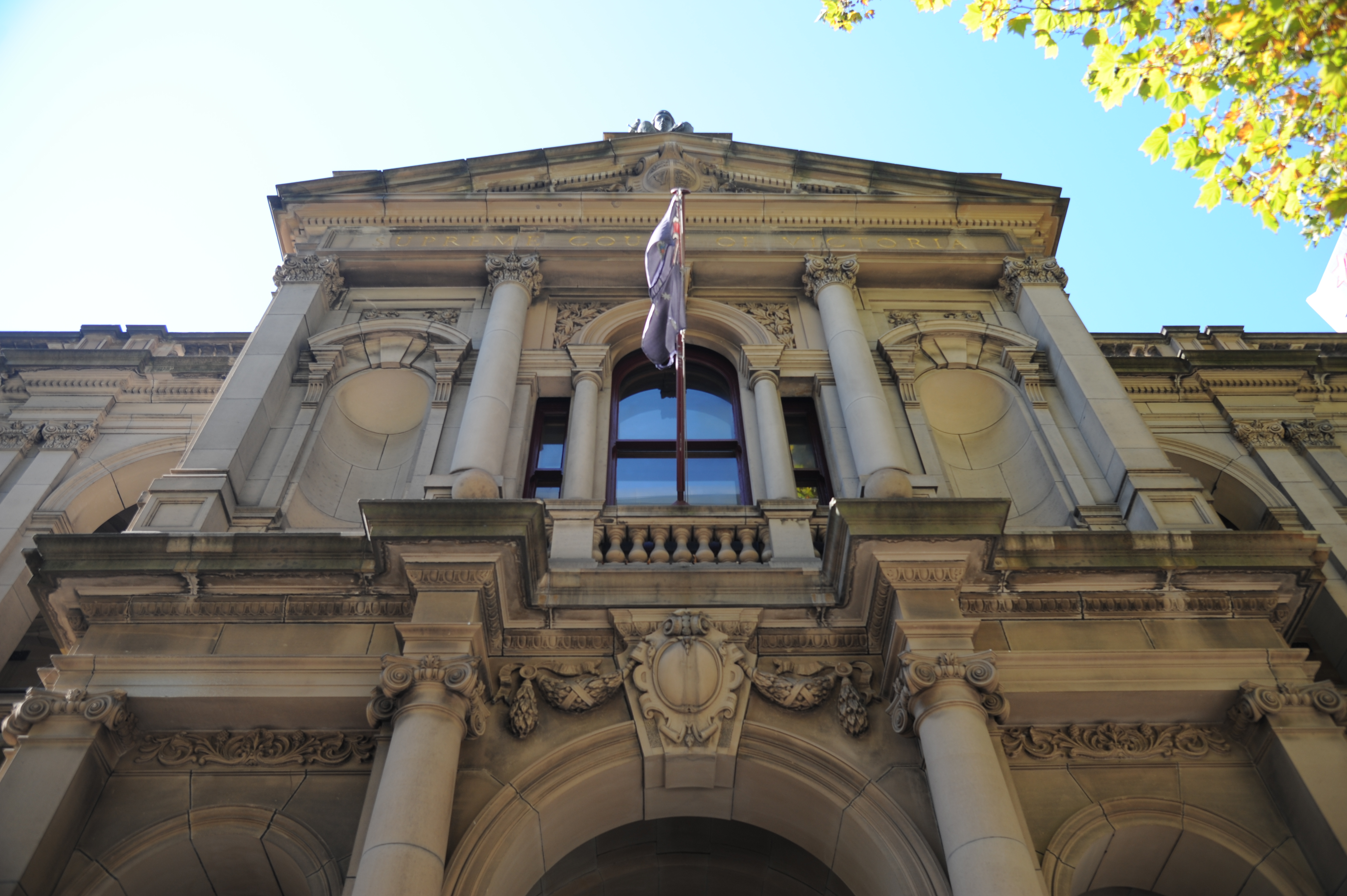
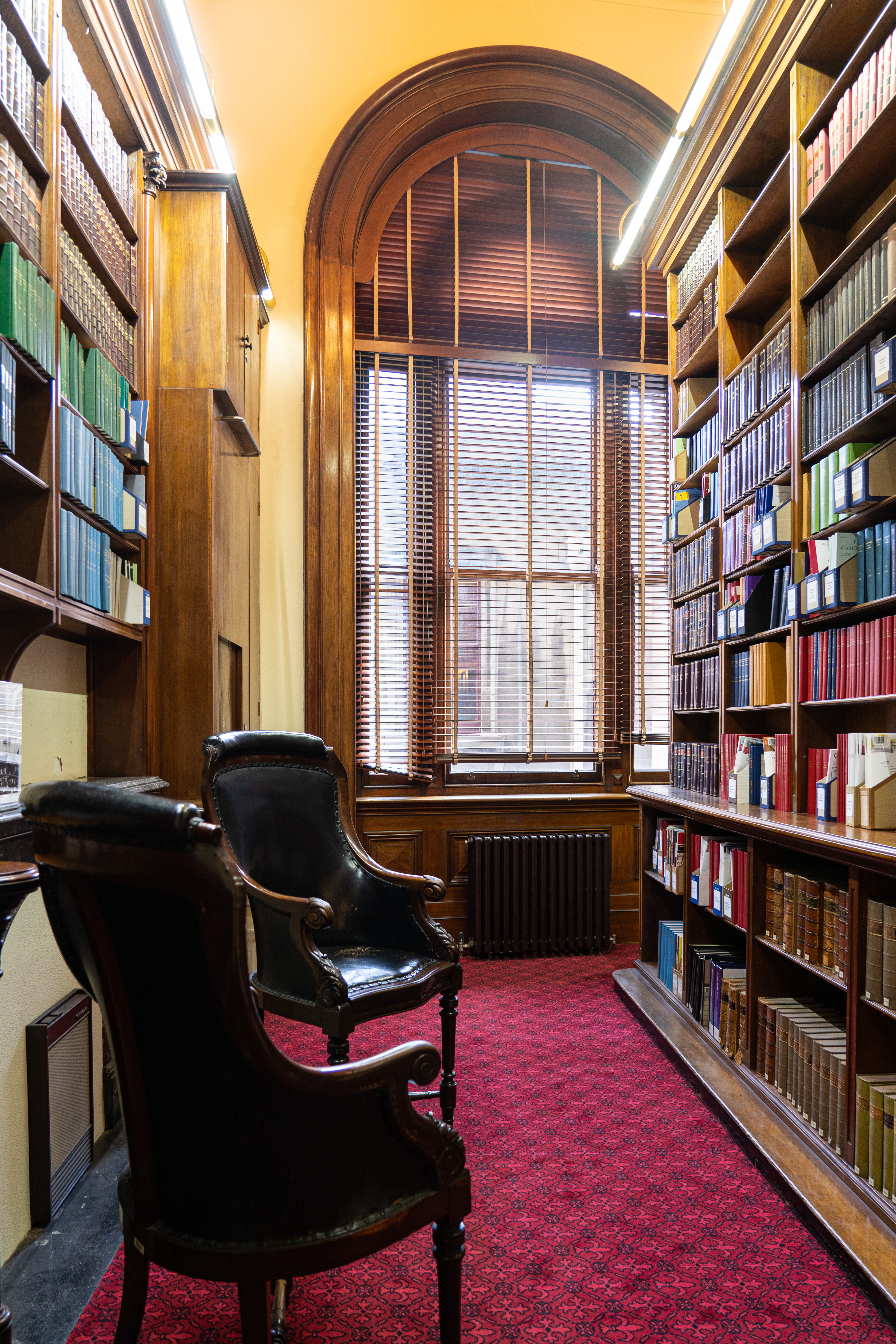
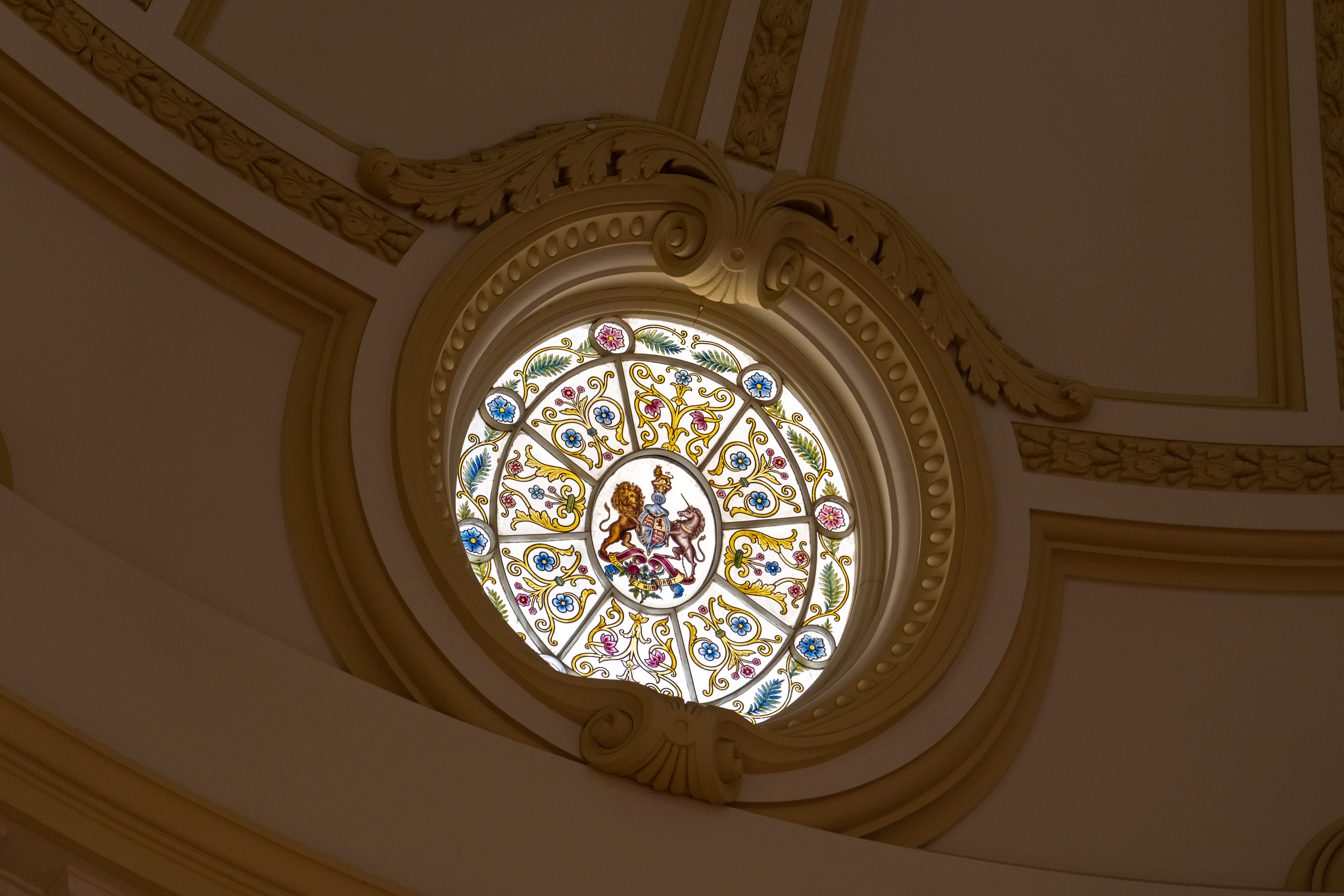
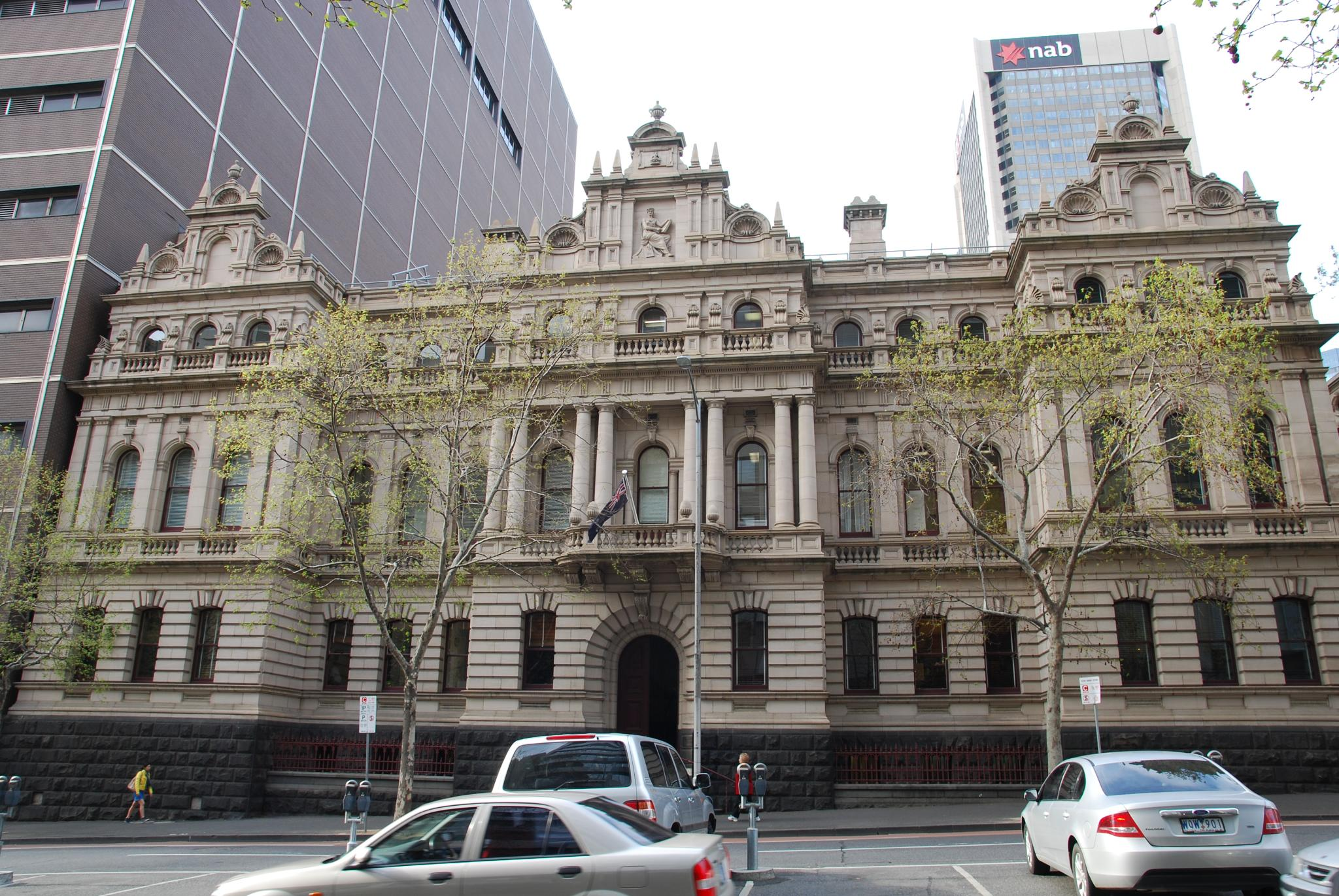